# Plaque Maoke
Pour l’article homonyme, voir Monts Maoke.
La plaque Maoke est une microplaque tectonique de la lithosphère de la planète Terre. Sa superficie est de 0,002 84 stéradians. Elle est généralement associée à la plaque australienne.
Elle se situe dans l'Ouest de la Nouvelle-Guinée. Elle couvre les monts Maoke d'où elle tire son nom.
La plaque Maoke est en contact avec les plaques de Woodlark, australienne et de Bird's Head.
Le déplacement de la plaque Maoke se fait à une vitesse de rotation de 0,892 7° par million d'années selon un pôle eulérien situé à 59° 59′ de latitude Nord et 78° 88′ de longitude Est (référentiel : plaque pacifique).

## Sources
- (en) Peter Bird, An updated digital model of plate boundaries, vol. 4, Geochemistry Geophysics Geosystems, 14 mars 2003 (DOI 10.1029/2001GC000252, Bibcode 2003GGG.....4.1027B, lire en ligne)